# Marchwacz (gmina)
Marchwacz – dawna gmina wiejska istniejąca do 1954 roku w woj. łódzkim i poznańskim. Nazwa gminy pochodzi od wsi Marchwacz, lecz siedzibą władz gminy było Rajsko.
W okresie międzywojennym gmina Marchwacz należała do powiatu kaliskiego w woj. łódzkim. 1 kwietnia 1938 roku gminę wraz z całym powiatem kaliskim przeniesiono do woj. poznańskiego.
Po wojnie gmina zachowała przynależność administracyjną. Według stanu z dnia 1 lipca 1952 roku gmina składała się z 12 gromad: Karolew Stary, Krowica Pusta, Krowica Zawodnia, Ksawerów, Marchwacz, Marianów, Oszczeklin, Radliczyce, Rajsko, Smółki, Tymieniec i Warszew.
Jednostka została zniesiona 29 września 1954 roku wraz z reformą wprowadzającą gromady w miejsce gmin. Po reaktywowaniu gmin z dniem 1 stycznia 1973 roku gminy Marchwacz nie przywrócono, a jej dawny obszar wszedł w skład gmin: Szczytniki, Opatówek i Koźminek.